# Théorie de Galois différentielle
La théorie de Galois différentielle est une branche des mathématiques qui a pour objet l'étude des équations différentielles via des méthodes algébriques, plus particulièrement des méthodes issues de la théorie de Galois pour les équations algébriques.
Elle admet plusieurs formulations différentes. La plus élémentaire est la théorie de Picard-Vessiot (en). Elle concerne les équations différentielles linéaires, et consiste en la construction d'une théorie des extensions des corps différentiels analogue à la théorie classique des extensions de corps : l'exemple de base est le corps des fractions rationnelles à coefficients complexes, muni de la dérivation usuelle. Notamment, un analogue des corps de décomposition d'une équation donnée peut être défini, comme étant, en un certain sens, le plus petit corps différentiel contenant les solutions de l'équation. Le groupe de Galois différentiel de l'équation est alors défini comme le groupe des automorphismes de l'extension de corps différentiel. Il est naturellement muni d'une structure de groupe algébrique linéaire, et permet d'obtenir une correspondance de Galois entre sous-groupes fermés pour la topologie de Zariski du groupe de Galois, et sous-extensions de corps différentiel.
Dans un contexte analytique, par exemple si le corps de base est le corps des fractions rationnelles à coefficients complexes muni de la dérivation usuelle, le groupe de monodromie d'une équation différentielle holomorphe en une singularité isolée s'identifie naturellement à un sous-groupe du groupe de Galois : il est défini par une action géométrique sur les espaces de solutions. Dans le cas où les singularités sont régulières, il s'agit même d'un sous-groupe dense pour la topologie de Zariski. Ce n'est toutefois pas un résultat général, et, pour des singularités irrégulières, d'autres sous-groupes du groupe de Galois remarquables d'un point de vue analytique peuvent être identifiés (voir phénomène de Stokes).
Un autre point de vue est le point de vue dit tannakien, qui consiste à considérer non plus le groupe de Galois lui-même, mais la catégorie de ses représentations.
Des développements plus récents, notamment dus à Bernard Malgrange et Jean-Pierre Ramis, permettent la définition d'une théorie de Galois pour les équations différentielles non linéaires. L'objet galoisien n'est plus alors qu'un groupoïde.

## Théorie de Picard-Vessiot

### Corps différentiels
Un corps différentiel est la donnée d'un corps K et d'une dérivation {\displaystyle \partial } sur K qui vérifie :
- {\displaystyle \forall y_{1},y_{2}\in K,\partial (y_{1}+y_{2})=\partial (y_{1})+\partial (y_{2})}
- {\displaystyle \forall y_{1},y_{2}\in K,\partial (y_{1}y_{2})=\partial (y_{1})y_{2}+y_{1}\partial (y_{2})} (formule de Leibniz)

Soit {\displaystyle (K,\partial )} un corps différentiel. Le corps des constantes de {\displaystyle (K,\partial )} est l'ensemble {\displaystyle C} des éléments de {\displaystyle K} de dérivée nulle. Remarquons que {\displaystyle C} est un corps.
Soient {\displaystyle (K,\partial _{K})} et {\displaystyle (L,\partial _{L})} deux corps différentiels. Un morphisme de corps différentiels de {\displaystyle (K,\partial _{K})} dans {\displaystyle (L,\partial _{L})} est un morphisme {\displaystyle f} de corps de {\displaystyle K} dans {\displaystyle L} tel que pour tout {\displaystyle k\in K}, {\displaystyle f(\partial _{K}k)=\partial _{L}f(k)}.
Soient {\displaystyle (K,\partial )} un corps différentiel et {\displaystyle L|K} une extension de corps de {\displaystyle K}. On dit que {\displaystyle L|K} est une extension de corps différentiels si la dérivation de {\displaystyle K} se prolonge sur {\displaystyle L} et s'il existe un morphisme injectif de corps différentiels de {\displaystyle K} dans {\displaystyle L}.
Voici des exemples de corps différentiels

#### Exemples
- Tout corps peut être muni de la dérivation nulle. Dans ce cas, le corps des constantes est le corps lui-même
- L'exemple paradigmatique est ℂ(t), le corps des fractions rationnelles, muni de la dérivation usuelle (celle qui étend la dérivation des polynômes). Ici, le corps des constantes est ℂ.

### Extension de Picard-Vessiot
Dans tout ce qui suit, {\displaystyle (K,\partial )} désigne un corps différentiel dont le corps des constantes {\displaystyle C} est algébriquement clos et de caractéristique nulle. Par exemple, K=ℂ(t) muni de la dérivation usuelle convient.

#### Définition
Considérons le système différentiel linéaire {\displaystyle \partial Y=AY}, où {\displaystyle A} est une matrice carrée à coefficients dans {\displaystyle K}. Une extension de Picard-Vessiot est une extension de corps différentiel {\displaystyle L|K} tel que :
- Il existe une matrice inversible {\displaystyle U} à coefficients dans {\displaystyle L} tel que {\displaystyle \partial U=AU} (où {\displaystyle \partial U} est la matrice dont les éléments sont les images des éléments de {\displaystyle U} par la dérivation {\displaystyle \partial }). On appellera {\displaystyle U} la matrice fondamentale du système différentiel.
- {\displaystyle L} est le plus petit corps différentiel contenant {\displaystyle K} et les entrées de la matrice {\displaystyle U}.
- Le corps des constantes de {\displaystyle L} est égal à {\displaystyle C}.

L'exemple suivant montre bien l'utilité de la troisième condition.

#### Exemple
Supposons K=ℂ(t) et {\displaystyle A={\begin{pmatrix}1&0\\0&2\\\end{pmatrix}}}. 
Une matrice fondamentale est {\displaystyle U={\begin{pmatrix}e^{t}&0\\0&e^{2t}\\\end{pmatrix}}} 
et l'extension de Picard-Vessiot est le corps différentiel ℂ(t,exp(t)). Nous pouvons facilement vérifier que le corps des constantes de ce dernier corps est ℂ. 
En revanche, si l'on prend comme matrice fondamentale {\displaystyle U={\begin{pmatrix}u&0\\0&v\\\end{pmatrix}}}, où {\displaystyle u} et {\displaystyle v} satisfont comme uniques relations {\displaystyle \partial u=u} et {\displaystyle \partial v=2v}, alors  ℂ(t,u,v)|ℂ(t) n'est pas une extension de Picard-Vessiot car {\displaystyle u^{2}v^{-1}} est de dérivée nulle mais n'appartient pas à ℂ. En d'autres termes, le fait que le corps des constantes grossisse nous empêche de voir les relations algébriques entre les solutions.

#### Théorème d'existence et d'unicité
Considérons le système différentiel linéaire {\displaystyle \partial Y=AY}, où {\displaystyle A} est une matrice carrée à coefficients dans {\displaystyle K}. Il existe une extension de Picard-Vessiot pour le système {\displaystyle \partial Y=AY}. De plus, si  {\displaystyle L_{1}|K} et {\displaystyle L_{2}|K} sont deux extensions de Picard-Vessiot pour le système {\displaystyle \partial Y=AY}, alors il existe un isomorphisme de corps différentiel de {\displaystyle L_{1}|K} dans {\displaystyle L_{2}|K}.

### Groupe de Galois différentiel
Dans tout ce qui suit, {\displaystyle (K,\partial )} désigne un corps différentiel dont le corps des constantes {\displaystyle C} est algébriquement clos et de caractéristique nulle. Considérons un système différentiel {\displaystyle \partial Y=AY}, où {\displaystyle A} est une matrice carrée de taille {\displaystyle n} à coefficients dans {\displaystyle K}. Soit {\displaystyle L|K} l'extension de Picard-Vessiot et soit {\displaystyle U} une matrice fondamentale pour cette extension.

#### Définition
Le groupe de Galois différentiel {\displaystyle Gal_{\partial }(L|K)} est le groupe (pour la composition) des isomorphismes différentiels de {\displaystyle L} laissant {\displaystyle K} invariant.

#### Exemple
Soit K=ℂ(t).
- Si {\displaystyle A=(1)}, alors L=ℂ(t,exp(t)) et un élément de {\displaystyle Gal_{\partial }(L|K)} envoie {\displaystyle e^{t}} sur {\displaystyle ae^{t}}, où {\displaystyle a} est un complexe non nul.
- Si {\displaystyle A=(1/2t)}, alors L=ℂ({\displaystyle {\sqrt {t}}}) et un élément de {\displaystyle Gal_{\partial }(L|K)} envoie {\displaystyle {\sqrt {t}}} sur {\displaystyle a{\sqrt {t}}}, avec {\displaystyle a^{2}=1}.

À travers ces deux exemples, nous voyons que le groupe de Galois différentiel est un groupe algébrique de matrices. Nous allons formaliser cette notion.

#### Définition
Un sous groupe algébrique {\displaystyle G} de {\displaystyle GL(n,C)} est un sous groupe de {\displaystyle GL(n,C)} tel qu'il existe des polynômes {\displaystyle P_{1},...,P_{k}\in C[X_{1,1},...,X_{n,n}]} tel que {\displaystyle B=(B_{i,j})\in G} si et seulement si {\displaystyle P_{1}(B_{i,j})=...=P_{k}(B_{i,j})=0}.
Nous avons un morphisme de groupes injectif de {\displaystyle Gal_{\partial }(L|K)} dans {\displaystyle GL(n,C)} via l'application qui envoie {\displaystyle g\in Gal_{\partial }(L|K)} vers {\displaystyle U^{-1}g(U)\in GL(n,C)}. Nous avons le théorème fondamental suivant:

#### Théorème
L'image du morphisme décrit ci-dessus est un sous-groupe algébrique de {\displaystyle GL(n,C)}.